# Agra (Oklahoma)
Agra – miasto w Stanach Zjednoczonych, w stanie Oklahoma, w hrabstwie Lincoln.